# Castelmezzano
Castelmezzano is een gemeente in de Italiaanse provincie Potenza (regio Basilicata) en telt 946 inwoners (31-12-2004). De oppervlakte bedraagt 33,6 km², de bevolkingsdichtheid is 29 inwoners per km².
De geschiedenis van het dorp kan tot de 10e eeuw getraceerd worden. In de 6e en 5e eeuw v.Chr. vestigden Griekse inwijkelingen zich in de vallei van de Basento, in een dorp genaamd Maudoro. Toen deze in de 10e eeuw door de Saracenen daar verdreven werden, vonden de bewoners van Maudoro op de steile heuvelflanken en beschermd door het achterliggend gebergte een goed verdedigbare nieuwe woonplaats. Na passage van Longobarden, werd het dorp ingenomen in de 11e eeuw door de Normandiërs, als een onderdeeltje van hun verovering van Zuid-Italië. Zij bouwden er een kasteel, het Castrum Medianum, het middelste van drie kastelen, met de andere gebouwd in Pietrapertosa en Albano di Lucania.
Het dorp maakt deel uit van de "I Borghi più belli d'Italia", de mooiste dorpen van Italië, een keurmerk toegekend aan circa 300 dorpen, veelal van middeleeuwse oorsprong, die een mooi bewaarde dorpskern hebben.

## Demografie
Castelmezzano telt ongeveer 408 huishoudens. Het aantal inwoners daalde in de periode 1991-2001 met 8,7% volgens cijfers uit de tienjaarlijkse volkstellingen van ISTAT.
| Jaar | Inwoneraantal |
| ---- | ------------- |
| 1991 | 1063          |
| 2001 | 970           |

## Geografie
Castelmezzano grenst aan de volgende gemeenten: Albano di Lucania, Anzi, Laurenzana, Pietrapertosa, Trivigno.
Abriola · Acerenza · Albano di Lucania · Anzi · Armento · Atella · Avigliano · Balvano · Banzi · Baragiano · Barile · Bella · Brienza · Brindisi Montagna · Calvello · Calvera · Campomaggiore · Cancellara · Carbone · Castelgrande · Castelluccio Inferiore · Castelluccio Superiore · Castelmezzano · Castelsaraceno · Castronuovo di Sant'Andrea · Cersosimo · Chiaromonte · Corleto Perticara · Episcopia · Fardella · Filiano · Forenza · Francavilla in Sinni · Gallicchio · Genzano di Lucania · Ginestra · Grumento Nova · Guardia Perticara · Lagonegro · Latronico · Laurenzana · Lauria · Lavello · Maratea · Marsico Nuovo · Marsicovetere · Maschito · Melfi · Missanello · Moliterno · Montemilone · Montemurro · Muro Lucano · Nemoli · Noepoli · Oppido Lucano · Palazzo San Gervasio · Paterno · Pescopagano · Picerno · Pietragalla · Pietrapertosa · Pignola · Potenza · Rapolla · Rapone · Rionero in Vulture · Ripacandida · Rivello · Roccanova · Rotonda · Ruoti · Ruvo del Monte · San Chirico Nuovo · San Chirico Raparo · San Costantino Albanese · San Fele · San Martino d'Agri · San Paolo Albanese · San Severino Lucano · Sant'Angelo Le Fratte · Sant'Arcangelo · Sarconi · Sasso di Castalda · Satriano di Lucania · Savoia di Lucania · Senise · Spinoso · Teana · Terranova di Pollino · Tito · Tolve · Tramutola · Trecchina · Trivigno · Vaglio Basilicata · Venosa · Vietri di Potenza · Viggianello · Viggiano
1. ↑  https://demo.istat.it/?l=it.